# Aker
Áker je površinska mera, ki jo uporabljajo v Združenem kraljestvu, nekaterih državah Commonwealtha in v ZDA.
Aker je enak 40,468 arov, 0,40468 ha oziroma 4046,8 kvadratnih metrov ali 0,0040468 kvadratnih kilometrov.